# Herb powiatu płońskiego

Herb powiatu do 2024 roku

Herb powiatu płońskiego – jeden z symboli powiatu płońskiego w postaci herbu.

## Wygląd i symbolika
Herb wyobraża w polu czerwonym z prawej połuorła srebrnego z uzbrojeniem i przepaską koniczynową złotymi, z lewej takiż pastorał z welonem srebrnym. 
Prawa strona herbu przypomina o przynależności powiatu do Mazowsza. Orzeł nawiązuje do orła z pieczęci Siemowita IV, założyciela m.in. Płońska i Raciąża. Pastorał z welonem (opacki) symbolizuje Klasztor kanoników regularnych w Czerwińsku nad Wisłą – cenny zabytek znajdujący się na terenie powiatu.

## Historia
Do roku 2024 powiat używał innego herbu. Przedstawiał on na tarczy czwórdzielnej w krzyż; w polu pierwszym czerwonym mazowieckiego orła białego, w polu drugim czerwonym dwie srebrne blankowane wieże, mające po dwa okna łukowe w układzie jedno obok drugiego, ze złotymi szpiczastymi dachami, a między nimi złota kula, w polu trzecim srebrnym ceglany mur czerwony z blanką i blankowaną wieżą pośrodku tej samej barwy z trójkątnym dachem złotym i oknami dwoma w układzie kwadratowe nad prostokątnym, a w polu czwartym czerwonym orła płockiego czarnego.
Herb ten był niezgodny ze sztuką heraldyczną. Zawierał niewłaściwy dla polskiej heraldyki podział tarczy, w dodatku na trzy sąsiadujące pola w tej samej barwie. Zawierał także herby miejskie Płońska i Raciąża, które dodatkowo zdezaktualizowały się w świetle najnowszych badań.
Nowy herb opracował Kamil Wójcikowski (strona plastyczna) oraz Marcin Jędrzejak (koncepcja).